# Nebbiuno
Nebbiuno  (Nibiun in dialetto locale) è un comune italiano di 1 848 abitanti della provincia di Novara in Piemonte.
È situato nel territorio dell'Alto Vergante e appartiene all'Unione montana dei due laghi.

## Geografia fisica

### Territorio

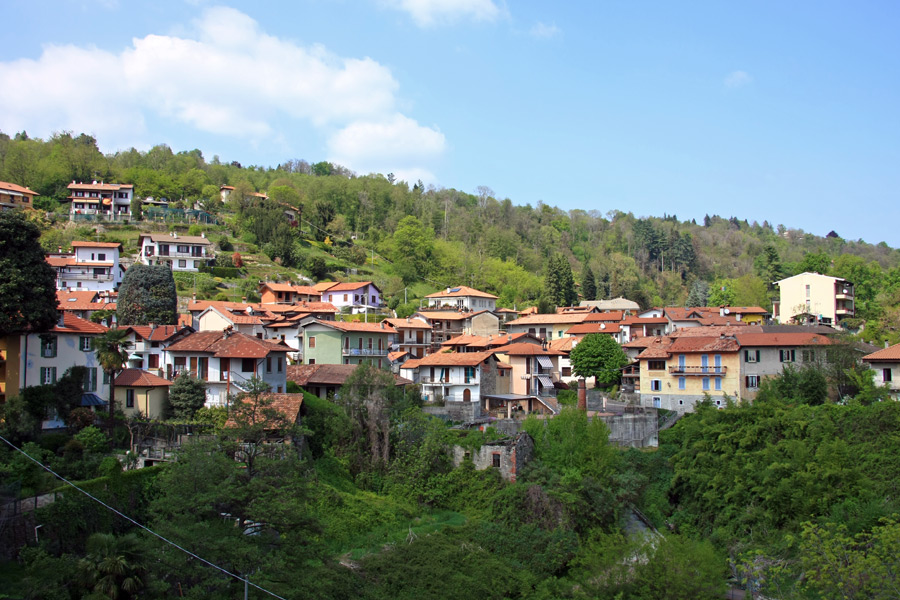
Veduta dell'abitato

Il territorio comunale di Nebbiuno è in gran parte collinare. Nella sua parte più occidentale comprende i rilievi della dorsale del Vergante, prime contrafforti montuose del massiccio del Mottarone. Il centro di Nebbiuno si trova ad un'altitudine di 430 m s.l.m., le frazioni di Fosseno, Tapigliano, Corciago e Campiglia, si trovano rispettivamente a 596, 574, 414 e 440 m s.l.m. L'altitudine del territorio è compresa tra i 922 m s.l.m. del Monte Cornaggia ed i 340 m s.l.m. dei boschi che scendono verso Meina ed il Lago Maggiore.

### Idrografia
I maggiori corsi d'acqua di Nebbiuno sono i torrenti Tiasca e Rio Colorio. Il primo si origina nei boschi di Fosseno, bagnando in seguito Tapigliano e Corciago. Dopo aver lambito Pisano e attraversato Meina, confluisce, infine, nel Lago Maggiore.

Il Rio Colorio nasce, invece, a monte della zona residenziale di Poggio Alto. Attraversa, in seguito i prati tra il centro di Nebbiuno e la frazione Campiglia. Confluisce, infine nel Lago Maggiore a nord di Meina. Importante affluente del Rio Colorio è il Rio Strolo, il quale nasce nei pressi del Colletto o Giogo del Cornaggia, ad oltre 900 m s.l.m., scende poi velocemente verso Fosseno, incidendo una stretta valle e attraversa il centro di Nebbiuno. Nella gola immediatamente a valle del centro storico, si possono osservare i ruderi di numerose piccole industrie (concerie, cartiere, mulini, torchi), che nel XIX e nel XX secolo costituivano un piccolo polo industriale in cui trovarono lavoro molti nebbiunesi. Poco oltre, in località Follaccia, il Rio Strolo si immette nel Rio Colorio.

Altri torrenti rilevanti della zona sono il Selva Nocca, che bagna Corciago, il Valle che lambisce Tapigliano ed il Rio Valcabbia, che bagna l'omonima località a valle di Nebbiuno. Tutti questi torrenti sono tributari della Tiasca.

Il Riale Tiaschella si origina nei boschi sopra Fosseno, dirigendosi poi verso Colazza. Dopo un percorso piuttosto lungo confluisce nella Vevera, tributaria del Lago Maggiore, che bagna Arona.

Il rio Valdolera scorre, invece, nella cosiddetta Costa Maca. Si tratta di un pendio che digrada verso la Valle dell'Agogna, e quindi oltre la dorsale del Vergante, appartenente al territorio di Nebbiuno. In questo area scorre anche il Cerusca, tributario del Rio Valdolera, il quale dopo aver segnato per un breve tratto il confine tra Nebbiuno e Armeno, confluisce nell'Agogna, nei pressi di Sovazza di Armeno.

### Clima
Il clima è temperato a carattere leggermente continentale, con inverni freddi ed estati calde. Il clima risulta tuttavia mitigato in inverno grazie alla vicinanza con il Lago Maggiore ed in estate, grazie alle fresche brezze che scendono dal monte Mottarone, la vetta più alta del Vergante, dove il clima è tipicamente alpino. La zona è piuttosto piovosa, soprattutto in primavera e autunno. In estate sono frequenti i temporali, che talvolta sono anche piuttosto violenti. Le nevicate invernali non sono molto frequenti e la neve si conserva per pochi giorni, a causa della mitigazione della temperatura dovuta al Lago Maggiore. A pochi chilometri più a nord la situazione è molto diversa ed al Mottarone, vetta compresa tra i comuni di Stresa, Gignese, Omegna ed Armeno, le nevicate sono molto frequenti e consentono la pratica dello sci alpino da inizio dicembre a metà aprile.

La temperatura media annua nel territorio di Nebbiuno è di circa 12 gradi. Il clima nebbiunese è quindi sensibilmente più fresco rispetto a quello dei centri posti sulla riva del lago.

## Origini del nome
Il nome Nebbiuno deriva da Nebionus, nebbia o più probabilmente nibbio, un uccello presente nello stemma comunale.

## Storia
Nonostante la storia documentata di Nebbiuno inizi nel 1306 con un documento in cui ne viene confermata la proprietà da parte del monastero di San Gallo a Massino Visconti, si sono trovate tracce del probabile passaggio di Celti e un successivo insediamento di popolazioni quali Liguri, Galli, Insubri e Leponzi. Questi ultimi vennero scacciati dal Vergante dall'Imperatore Augusto nel I secolo a.C.
Varie pergamene risalenti al 1355, 1372 e 1374 attestano l'attribuzione del feudo in cui era compreso anche Nebbiuno da parte dell'arcivescovo di Milano ai Visconti, che successivamente lo usurparono. Un documento del 1380 attesta la presenza in paese di un castello, rintracciabile in area parrocchiale, dove scavi degli anni '30 hanno portato alla scoperta di robuste fondazioni sotto il sagrato .
Nel 1412 i Visconti diedero il feudo alla famiglia Morigia. Alla morte di Giacomo Morigia la moglie Eleonora Visconti vendette i suoi possedimenti, in cui era compresa la località Campiglia, a un altro ramo della famiglia Visconti che aveva sede a Massino.
Dal 1535 la zona fu sotto il dominio spagnolo, e nel 1630 Nebbiuno fu devastata dalla peste (Peste del 1630): dell'intera comunità sopravvissero solo quattro persone (probabilmente della famiglia Fassi) . Una leggenda locale afferma che ci sia stato un solo superstite, salvatosi nascondendosi in un pozzo, da cui deriverebbe il nome della città (Ne ebbi uno); la storia, però, non ha alcun fondamento reale.
Nel 1741 un documento testimonia la volontà dei consoli e degli uomini di Nebbiuno di costruire una serie di cappelle per la Via Crucis tra Nebbiuno e Corciago ; nel 1743, con il trattato di Worms l'alto Novarese passò al Regno di Sardegna.
In seguito alla Campagna di Russia di Napoleone Bonaparte nel 1812 e la successiva ritirata, gli abitanti si ribellarono a causa dell'aumento delle tasse e della chiamata alle armi e attaccarono i comuni, dando fuoco ai documenti negli archivi e causando la perdita di molte notizie storiche .
Nel 1918 venne costruito un monumento per commemorare i 19 caduti della Grande Guerra del 1915-1918.
Con regio decreto del 18 marzo 1928 il comune di Fosseno, fino ad allora autonomo, venne soppresso ed il suo territorio fu aggregato al comune di Nebbiuno.

### Simboli
Lo stemma e il gonfalone del comune di Nebbiuno sono stati concessi con decreto del presidente della Repubblica del 17 settembre 1993.
Nello stemma comunale è raffigurato su fondo azzurro un torrione di rosso, merlato alla ghibellina e fondato su una pianura di verde; l'edificio è sormontato da un nibbio d'oro, al volo spiegato, posato sui merli laterali, ed è accompagnato da sei stelle d'argento a cinque raggi, disposte a semicerchio.
Il gonfalone è un drappo di bianco.

## Economia
L'industria principale di Nebbiuno è trainata da una cartiera, la Cartiera di Nebbiuno srl.

## Monumenti e luoghi d'interesse

### Architetture religiose
- Parrocchiale di San Giorgio[12]: si trova di fronte al palazzo municipale. San Giorgio, il santo a cui dedicato, era particolarmente caro ai Longobardi. I reperti archeologici ribadiscono l'origine longobarda della chiesa. Nel 1775 all'edificio originario fu aggiunto l'attuale campanile. Nella lunetta del portale d'ingresso è possibile ammirare un affresco che riproduce san Giorgio nell'atto di uccidere il drago. All'interno della chiesa è presente un altare barocco in marmo, mentre nella cappella, in onore alla Madonna del Rosario, una statua lignea risalente al XVI secolo.
- Chiesa dei Santi Nazario e Celso[12]: si erge a Corciago, un'antica frazione di Nebbiuno. Una leggenda narra che sia una delle cento chiese fatte edificare da san Giulio nel IV secolo. Tale parrocchia è stata oggetto di una ricostruzione settecentesca che ha incorporato parte della sua struttura romanica.
- Chiesa di Sant'Agata[12]: venne costruita con un progetto approvato dalla curia di Novara nel 1679. L'edificio è stato innalzato dove inizialmente vi era una chiesa romanica. Essa possiede un'unica navata con tre arcate. Nel 2002 è stata oggetto di restauro.
- Chiesa della Madonna della Neve[12]: la costruzione della chiesa risale probabilmente al 1638. Presenta una navata di stile classico mentre all'esterno, il portale è caratterizzato da un granito rosa, il quale è decorato da una figura rappresentante una Madonna.

### Altro
- La Campiglia e il Roccolo[13]: La Campiglia è una località situata a poca distanza dall'abitato di Nebbiuno. Si tratta di un borgo medievale, che un tempo era funzionale all'avvistamento dei vari movimenti sul lago Maggiore. Intorno alla fortificazione si ergono case in sasso e masserie. La Campiglia era di proprietà dei Visconti fino al 1630. Attualmente essa è divenuta un centro abitato principalmente da mezzadri. Quest'ultimi si specializzarono nella coltivazione delle viti e nella produzione di vino di qualità. Il Roccolo è una collinetta ubicata di fronte al borgo, circondata da alberi secolari, al cui centro è presente una piccola casa-torretta. Il Roccolo era usato per l'uccellagione, una pratica per catturare i volatili. La regina Margherita, appassionata di ornitologia, durante la villeggiatura era solita recarvisi per arricchire la sua collezione [senza fonte].

## Società

### Evoluzione demografica
Abitanti censiti

## Geografia antropica

### Frazioni
Nebbiuno comprende nel suo territorio anche gli antichi comuni di Fosseno, Tapigliano e Corciago.
- Fosseno è un piccolo paese adagiato a 596 m s.l.m., ai piedi del monte Sasso del Pizzo. Il comune di Fosseno fu aggregato a quello di Nebbiuno il 3 maggio 1928[15]. Fosseno fu da sempre un centro basato sull'agricoltura e la pastorizia. Il bestiame era allevato nei numerosi alpeggi posti nei boschi soprastanti il paese, sfruttati inoltre per il loro legname e la professione di boscaiolo era un tempo molto diffusa tra i fossenesi. Ma le sue origini sono molto antiche circa intorno all'XI secolo e la sua storia non ha riscontro con le altre località vicine e naturalmente con Nebbiuno. Coloro che vi arrivarono ad abitarlo furono dei tranfughi da gruppi originari Walser provenienti dalla Val Sesia, i quali si dedicavano alla tessitura della lana e relativa tinteggiatura, certamente istruiti da religiosi appartenenti alla congregazione degli Umiliati [senza fonte].
- Tapigliano si trova su un colle, a dominio degli abitati di Nebbiuno, Pisano e Corciago. Nel 1928 Tapigliano, Corciago e Colazza furono annessi con regio decreto al comune di Pisano[15] ma nel 1950 si decise di annettere gli ex comuni di Tapigliano e Corciano a Nebbiuno[16], a partire dal 9 settembre, mentre Colazza riottene la sua autonomia.
- Corciago (414 m s.l.m.), si trova lungo la strada che da Nebbiuno scende a Meina. Come Tapigliano fu annesso a Pisano nel 1928, per poi passare nel 1950 al comune di Nebbiuno. A Corciago si trovano due edifici religiosi settecenteschi, gli oratori dei Santi Nazaro e Celso e della Madonna della Neve.

### Località
A Nebbiuno si trovano numerosi piccoli insediamenti, antichi alpeggi o cascine, attorno ai quali dagli anni Sessanta del XX secolo, con l'intervento di una forte speculazione edilizia, si sono spesso sviluppate moderne aree residenziali, composte specialmente da seconde case.
- Poggio Radioso, sorge sulla collina adiacente all'antico borgo medievale della Campiglia. L'insediamento si è iniziato a sviluppare negli anni Sessanta del XX secolo ed ha continuato ad espandersi fino ai nostri giorni. La maggior parte delle villette costruite sono seconde case, abitate generalmente solo nei mesi estivi. A favorire lo sviluppo di questo abitato ha senz'altro contribuito il bel panorama sul Lago Maggiore che da qui si può godere.
- Poggio Alto, si trova immediatamente sopra Poggio Radioso, sui pendii immediatamente sottostanti la vetta del Monte Cornaggia. Si tratta sempre di un insediamento composto in gran parte da seconde case, anche se di minori dimensioni rispetto a Poggio Radioso.
- Lugani è un'area residenziale che si trova immediatamente a valle di Nebbiuno, nella zona del cimitero e delle numerose serre in cui, grazie al clima mite, si coltivano camelie, azalee e rododendri, fiori caratteristici del luogo.
- Valcabbia è una piccola valle in cui si trova una vecchia cascina, che funziona ancora come fattoria, ed è ubicata immediatamente sopra Meina, ad un'altezza di circa 390 m s.l.m. Anche in questa località, a partire dagli anni Sessanta del XX secolo si sono sviluppate diverse seconde case, che anche qui godono di belle vedute sul Lago Maggiore.
- Marè si trova a valle di Corciago, immediatamente a monte di Meina. Anche qui grazie al bel panorama sul Verbano sono state edificate diverse villette.
- Zonca (o Zanca), si trova sempre a valle di Corciago, ma in posizione più elevata di Marè, è un piccolo nucleo di moderne villette, posto a fianco dell'Autostrada A26 Genova Voltri-Gravellona Toce.
- Beudo, immediatamente a valle di Nebbiuno, si trova questo piccolo nucleo rurale che ancora conserva delle costruzioni tipicamente contadine ben conservate, accanto a qualche moderna villetta.

### Alpeggi
Nel territorio di Nebbiuno, specialmente nei boschi sopra Fosseno, si trovano degli antichi alpeggi immersi nei boschi, che oggi sono in gran parte abbandonati. Tra questi ricordiamo l'Alpe Ostobbio, l'Alpe della Chiesa, l'Alpe dei Bosciul, l'Alpe Mottaronda e l'Alpe Cornaggia.

## Amministrazione
Di seguito è presentata una tabella relativa alle amministrazioni che si sono succedute in questo comune.
| Periodo          | Periodo          | Primo cittadino           | Partito                                 | Carica              | Note   |
| ---------------- | ---------------- | ------------------------- | --------------------------------------- | ------------------- | ------ |
| 23 maggio 1985   | 18 maggio 1990   | Terenzio Franchini        | Partito Socialista Democratico Italiano | Sindaco             | [ 17 ] |
| 18 maggio 1990   | 24 giugno 1992   | Lorenzo Tadilli           | Democrazia Cristiana                    | Sindaco             | [ 17 ] |
| 20 luglio 1992   | 15 luglio 1993   | Gino Guiso                | -                                       | Sindaco             | [ 17 ] |
| 15 luglio 1993   | 22 novembre 1993 | Lorenzo La Rosa           |                                         | Comm. pref.         | [ 17 ] |
| 22 novembre 1993 | 17 novembre 1997 | Carlo Baranzini           | t.pds                                   | Sindaco             | [ 17 ] |
| 17 novembre 1997 | 28 maggio 2002   | Carlo Baranzini           | L'Ulivo                                 | Sindaco             | [ 17 ] |
| 28 maggio 2002   | 23 aprile 2005   | Alfredo Guazzi            | lista civica                            | Sindaco             | [ 17 ] |
| 23 aprile 2005   | 30 maggio 2006   | Mariano Savastano         |                                         | Comm. straordinario | [ 17 ] |
| 29 maggio 2006   | 16 maggio 2011   | Giovanni Battista Bertoli | lista civica                            | Sindaco             | [ 17 ] |
| 16 maggio 2011   | 4 ottobre 2021   | Elis Piaterra             | lista civica: leali per Nebbiuno        | Sindaco             | [ 17 ] |
| 4 ottobre 2021   | in carica        | Fabrizio Favino           | lista civica: Obiettivo Comune          | Sindaco             | [ 17 ] |

## Sport
In Piazza Caduti di Nassiriya è presente una piscina comunale al coperto, dove si può praticare nuoto, acquasoft, acquagym e acquabike, e in via Umberto I un campo da calcetto.